# Lijst van burgemeesters van Mheer
Dit is een lijst van burgemeesters van de voormalige Nederlandse gemeente Mheer tot die gemeente op 1 januari 1982 opging in de gemeente Margraten, die op haar beurt op 1 januari 2011 opging in de gemeente Eijsden-Margraten.
| Ambtsperiode | Naam burgemeester                                   | Partij of stroming | Bijzonderheden |
| ------------ | --------------------------------------------------- | ------------------ | --- |
| 18?? - 18??  | ??                                                  |                    | |
| 1832 - 1838  | F.C.A. (Frans) baron de Loë                         |                    | was in 1830-1831 de eerste gouverneur van Limburg, was ook Belgisch senator en gezant in Oostenrijk                        |
| 18?? - 18??  | ??                                                  |                    | |
| 18?? - 1852  | A.J. Frijns                                         |                    | |
| 1852 - 1863  | O.N.M.H.M. (Otto Napoleon) baron de Loë-Imstenraedt |                    | zoon van Frans baron de Loë                                                                                                |
| 1863 - 18??  | H.A. Ernon                                          |                    | |
| 1876 - 1882  | O.N.M.H.M. (Otto Napoleon) baron de Loë-Imstenraedt |                    | |
| 1882 - 1886  | Jan Frans Ernon                                     |                    | |
| 1886 - 18??  | Andries Thomas Huijnen                              |                    | |
| 1896 - 1899  | A. Hanssen                                          |                    | |
| 1899 - 1917  | H.A. Smeets                                         |                    | |
| 1918 - 1938  | E.J.H. Wolfs                                        |                    | tevens burgemeester van Sint Geertruid (1917-1948), ('Burg. Wolfsstraat' in Sint Geertruid)                                |
| 1938 - 1974  | Jan (J.J.C.M.) Beckers                              |                    | vanaf 1948 tevens burgemeester van Sint Geertruid ('Burg. Beckersstraat' in Sint Geertruid en 'Burg. Beckersweg' in Mheer) |
| 1974 - 1982  | jhr. Wite (L.M.) Michiels van Kessenich             | KVP / CDA          | tevens burgemeester van Sint Geertruid, later burgemeester van Margraten ('Michiels van Kessenichstraat' in Mheer)         |